# 马其顿军区
马其顿军区为拜占庭帝国8或9世纪在巴尔干半岛东南部的一个军区，马其顿军区有时也会和色雷斯军区一起管理，首府在阿德里安堡。

## 历史
该军区的前身，罗马帝国的马其顿行省在六世纪初始就遭到了斯拉夫部落的劫掠，以致于到7世纪为止使得当地的人口及主流文化都发生了剧变。南下的斯拉夫人聚集起来形成“Sclaveni”（即进入巴尔干地区的古斯拉夫人部落，之后与当地的伊利里亚人土著结合成为南斯拉夫人），在七世纪时或单独或在保加尔人和阿瓦尔人的援助下持续袭击拜占庭帝国的领土。在七世纪晚期拜占庭组织过大规模的远征，降伏了大批的斯拉夫人部落并在塞萨洛尼基的腹地设立了色雷斯军区，而短暂的胜利远不能使当地的局势稳定下来。于是帝国将防线向南后撤至爱琴海沿岸，直到8世纪晚期。
在伊琳娜女皇对外扩张，收复了色雷斯绝大多数的领土后，或许认定派遣两位将军，比单独一人可以更有效的掌管扩张后的色雷斯地区，于789年或801/802年前后从色雷斯军区剥离了一部分领土，设立了新的马其顿军区（之后有纹章显示，在这之前马其顿军区便已存在，不过实质是色雷斯军区将军下属的Tourma，即分军区）。最早姓名留于后世的马其顿军区将军大概是813年在任的约安尼斯·阿普拉基斯（不过在忏悔者提奥法诺斯的笔下，却是大宦官阿埃提奥斯的兄弟列奥，列奥被任命为monostrategos，即领有多个军区的将军，同时掌管色雷斯和马其顿军区）。
即使在10世纪60年代这个军区被证为真实存在，但在尼古拉斯·依科诺米狄斯所著的《拜占庭百官志》内却显示975年该军区被撤编，当时的皇帝约安尼斯一世在那派遣了亚德里安堡驻防长官，在十世纪晚期约安尼斯一世和瓦西里二世击溃保加利亚帝国，在1006/7年马其顿军区再次被设立，却不再继续扩大面积，皇帝们在外疆又设立了菲利普波利斯（今保加利亚普罗夫迪夫）和贝罗埃（今保加利亚旧扎戈拉）两个军区，而11世纪初又在南部的奈斯托斯河西岸地区也设立了波列纶军区。
12世纪时军区的大致范围已无从得知，但在1198年对威尼斯人所下的金玺诏书显示，色雷斯和马其顿已成为色雷斯地区的统称，仅下辖数个主要城市，过去马其顿军区的主要区域已被命名为“亚德里安堡和迪狄莫提霍省”。

## 地理
军区的首府通常是亚德里安堡（今埃迪尔内），但军区地跨现今的三国（希腊的西色雷斯地区，土耳其的欧洲地区，以及保加利亚的北色雷斯地区）。在阿拉伯地理学家胡尔达兹比赫和阿尔法齐赫笔下，提及马其顿地区从“长城”，即君士坦丁堡的安纳斯塔修斯城墙处开始延伸，一路插入西部的斯拉夫人领地。南面爱琴海和马尔马拉海，北抵保加利亚的边疆，西邻塞撒洛尼卡和之后设立的斯特里蒙与波列纶军区。10-12世纪马其顿地区一直都指西色雷斯地区，因此，马其顿人瓦西里一世的“马其顿”的来源，多半来源于马其顿的军区。
由于是从色雷斯军区里剥离出来，马其顿军区归属于东部军区，在地位上要高于西部军区。在9到10世纪，马其顿军区将军的在所有将军里位列第二级，甚至比色雷斯将军要高。如被任命为当地的将军，年俸可达2592诺米司马（即36磅重的黄金）。根据法齐赫文中的说法，马其顿军区的将军在9世纪处掌管多达5000名军人。
和其他军区一样，马其顿军区的部分会和色雷斯军区一起管理，尤其在11世纪，色雷斯与马其顿通常合并管理，许多将军及法官都同时管辖这两个军区。

### 脚注
1. 1 2  Nesbitt & Oikonomides 1991，第110頁.
2. 1 2  Kazhdan 1991，第1261頁.
3. ↑  Treadgold 1995，第29頁.
4. ↑  Pertusi 1952，第162頁.
5. ↑  cf. Treadgold 1995，第114頁.
6. 1 2  Soustal 1991，第50頁.
7. ↑  Nesbitt & Oikonomides 1991，第111, 123–124頁
8. ↑  Soustal 1991，第50–51頁.
9. 1 2  Pertusi 1952，第163–164頁.
10. ↑  Kazhdan 1991，第1262頁.
11. ↑  Treadgold 1995，第67–71, 122頁.
12. ↑  Nesbitt & Oikonomides 1991，第155頁; Kazhdan 1991，第2080頁.

### 书籍
- Kazhdan, Alexander (编). . New York and Oxford: Oxford University Press. 1991. ISBN 978-0-19-504652-6.
- Nesbitt, John W.; Oikonomides, Nicolas (编). . Washington, District of Columbia: Dumbarton Oaks Research Library and Collection. 1991  [2019-02-15]. ISBN 0-88402-194-7. （原始内容存档于2019-06-11）.
- Pertusi, A. . Rome, Italy: Biblioteca Apostolica Vaticana. 1952 （意大利语）.
- Soustal, Peter. . Vienna: Verlag der Österreichischen Akademie der Wissenschaften. 1991. ISBN 3-7001-1898-8 （德语）.
- Treadgold, Warren T. . Stanford, California: Stanford University Press. 1991 [1988]  [2019-02-15]. ISBN 0-8047-1896-2. （原始内容存档于2019-06-08）.
- Treadgold, Warren T. . Stanford, California: Stanford University Press. 1995  [2019-02-15]. ISBN 0-8047-3163-2. （原始内容存档于2020-06-01）. （页面存档备份，存于）